# Grafton, Ohio
Grafton är en ort (village) i Lorain County i Ohio. Vid 2010 års folkräkning hade Grafton 6 636 invånare.